# سبرمونت
سبرمونت (به اسپانیایی: Sobremunt) یک شهرستان در اسپانیا است که در بارسلون واقع شده‌است.